# Acha Indústria e Comércio de Carrocerias Esportivas
Acha Indústria e Comércio de Carrocerias Esportivas Ltda. war ein brasilianischer Hersteller von Automobilen und Kit Cars.

## Unternehmensgeschichte
Das Unternehmen aus Santos präsentierte 1978 auf einer Automobilausstellung ein Fahrzeug. Erst 1982 begann Produktion und Verkauf. Der Markenname lautete Acha. Wenig später endete die Produktion. Insgesamt entstanden drei Fahrzeuge.

## Fahrzeuge
Rino Malzoni, bekannt von Malzoni und Puma, hatte zwischen 1969 und 1974 den Prototyp GT 4 R entworfen. Pedro Casella aus Santos erwarb 1975 die Bauformen für die Karosserie des Fahrzeugs. Das Unternehmen fertigte auf dieser Basis den 1978er Prototyp. Bis zur Serienfertigung 1982 wurden weitere Details geändert.
Die Basis der Fahrzeuge bildete das Fahrgestell vom VW Brasília. Darauf wurde eine Karosserie aus Fiberglas montiert. Es war ein Coupé mit Schrägheck. Ein Vierzylinder-Boxermotor war im Heck montiert und trieb die Hinterräder an.